# Jean-Baptiste Vivielle
Jean-Baptiste Adolphe Vivielle (Toulon, 2 juin 1875-Saint-Thomas-de-Conac, 13 septembre 1922), est un officier de marine français. 

## Biographie
Fils d'un officier de marine, il entre à l'École navale en octobre 1892 et en sort aspirant de 1re classe en octobre 1895. Il sert alors sur le cuirassé Brennus en escadre de Méditerranée puis, enseigne de vaisseau (octobre 1897), embarque sur le Jauréguiberry avant de passer en 1898 sur la canonnière Gabès dans l'océan Indien où il est remercié par le ministre pour des travaux d'hydrographie qu'il a effectués en mer d'Oman et reçoit aussi un témoignage de satisfaction pour avoir participé activement au sauvetage du Lapérouse échoué devant Fort-Dauphin à Madagascar en juillet 1898.
En 1900, il devient officier en second d'un groupe de torpilleurs à Alger puis second du torpilleur navire-école de pilotage Algérie-Tunisie Aventurier (1901) et sert ensuite sur le croiseur Du Chayla en Méditerranée puis sur la Nièvre à la mission hydrographique de l'océan Indien où; de nouveau, il reçoit les félicitations du ministre (juin 1903).
Promu lieutenant de vaisseau (juin 1905), second du sous-marin Korrigan à Bizerte, il prend part au sauvetage du Farfadet qui a été coulé par accident. En 1906, il entre à l’École des torpilles à Toulon sur l' Algésiras puis devient officier torpilleur sur le cuirassé Masséna en escadre du Nord puis en Méditerranée (1907) avant de commander le sous-marin Ludion à la 2e flottille de la Manche (1908). 
Second du Forbin au Maroc (1910), officier de manœuvre du croiseur-cuirassé Waldeck-Rousseau (1911), officier torpilleur sur le Victor-Hugo en escadre légère de Méditerranée (1912), il devient en 1913 élève de l'École supérieure de marine dont il sort breveté et sert aussitôt sur le Jules-Michelet en armée navale. 
En 1916, il commande le torpilleur Mortier aux flottilles de Méditerranée occidentale et obtient en janvier 1917 un témoignage de satisfaction pour avoir découvert un champ de mines devant Marseille et détourné à temps les convois se rendant au port. 
Capitaine de corvette (juillet 1917), commandant du centre des sous-marins en essais et en réparations à Cherbourg, il devient à la fin de 1918 le directeur du port de Salonique. Il quitte le service actif en février 1920 et devient bibliothécaire du Service hydrographique de la marine. 
Capitaine de frégate de réserve (mars 1932), il prend sa retraite en 1942. 
Membre associé de l'Institut d’Égypte, président de la Société des études historiques de Paris, élu à l'Académie de marine en 1921 dont il devient président en 1936, Vivielle a représenté la France lors du Congrès international de géographie du Caire en 1925. 

## Récompenses et distinctions
- Chevalier (10 juillet 1908), Officier (15 octobre 1927) puis Commandeur de la Légion d'honneur (18 janvier 1938).

## Œuvres
On lui doit de nombreux travaux historiques parus dans de nombreux revues, principalement sur le sujet de la charge d'amiral avant Richelieu, sur la navigation, la cartographie, les uniformes et les peintres de la marine. 
- Navires et marins. De la rame à l'hélice, avec Louis Guilleux La Roërie, 1930
- Pierre Le Roy et la chronométrie, avec Paul Ditisheim, Roger Lallier, L. Reverchon, préface de Lucien Lacaze, 1940